# Julien Davignon
Julien Davignon   (Saint-Josse-ten-Noode, 3 de desembre de 1854 - Niça, 12 de març de 1916) de nom complet Henri François Julien Claude, vescomte Davignon, va ser un polític belga que va servir com a Ministre d'Afers Exteriors (1907-1916). Davignon era terratinent, tenia un doctorat en Dret, i va ser membre del Partit Catòlic.

## Biografia
Carrera política
Va ser elegit per primera vegada al Senat de Bèlgica en 1898. El 1900 va ser triat membre de la Cambra de Representants, on va romandre com a membre fins a la seva mort.
El 1907 va ser nomenat Ministre d'Afers Exteriors al govern dirigit per Jules de Trooz (1907), un lloc que va mantenir als següents governs de Frans Schollaert (1907-1911) i Charles de Broqueville (1911-1916). El 2 d'agost de 1914, en el exercici d'aquesta funció, va rebre l'ultimàtum alemany que exigia el pas lliure de les tropes alemanyes a través de Bèlgica.
El gener de 1916, Davignon va deixar el Ministeri d'Afers Exteriors i es va convertir en ministre sense cartera fins a la seva mort el 12 de març de 1916.

## Descendència
Julien Davignon es va casar el 1878 amb Hélène Calmeyn (1858-1934), i van tenir 2 fills i 3 filles :
- «Henri»-Pierre-Marie-François (Saint-Josse-ten-Noode, 23 d'agost de 1879 - Brussel·les, 14 de novembre de 1964), va ser un home de lletres. Va ser elegit membre de la Reial Acadèmia de la llengua i literatura francesa de Bèlgica el 12 de març de 1932, i va ocupar aquest lloc durant trenta-dos anys, Es va casar en 1909 amb la baronessa Jeanne van Loo (1885-1952).
- Marie-«Madeleine»-Théodora-Émilie-Françoise (1881-1962), casada el 1902 amb Georges Terlinden (1879-1912).
- «Marie-Louise»-Mathilde-Anne-Françoise (1883-1957), casada el 1906 amb Paul du Roy de Blicquy (1879-1965), divorciats el 1932.
- «Jacques» Henri-Charles-François (Ixelles, 15 de febrer de 1887 - Woluwe-Saint-Pierre, 10 d'octubre de 1965), va ser diplomàtic. Es va casar el 1924 amb la comtessa Jacqueline de Liedekerke (1896-1965).
- «Hélène»-Henriette-Marie-Madeleine-Agathe-Françoise (1895-1946), casada el 1920 amb el baró Ferdinand Snoy (1896-1940).

El seu net, Étienne Davignon, va exercir com a vicepresident de la Comissió Europea.

## Ennobliment
L'11 de març de 1916, el dia abans de la seva mort, el rei Albert I de Bèlgica el va ennoblir amb un títol hereditari de vescomte.

## Obres
- La conduite des armees allemandes en Belgique et en France d'après l'enquête anglaise, Paris, 1915.
- La Belgique et l'Allemagne. Textes et documents precedes d'un avertissement au lecteur, Lausanne, 1915.